# オードリー・マンソン
オードリー・マリー・マンソン（Audrey Marie Munson、1891年6月8日 - 1996年2月20日）は、アメリカ合衆国の美術モデル、映画女優。「ミス・マンハッタン」、「パナマ–パシフィック・ガール」、「エクスポジション・ガール」、「アメリカン・ヴィーナス」など、さまざまな通称で知られる。ニューヨーク市内の15以上の彫像のモデル・着想源となり、4本のサイレント映画に出演した。

## 来歴
1891年6月8日、ニューヨーク州ロチェスターにオードリー・マリー・マンソンとして生まれる。父親はニューヨーク州メキシコの出身で、後に彼女もその地に住んだ。両親のエドガー・マンソンとキャサリン・"キティ"・マヘイニーは彼女が幼い頃に離婚し、オードリーと母親はニューヨーク市に移り住んだ。

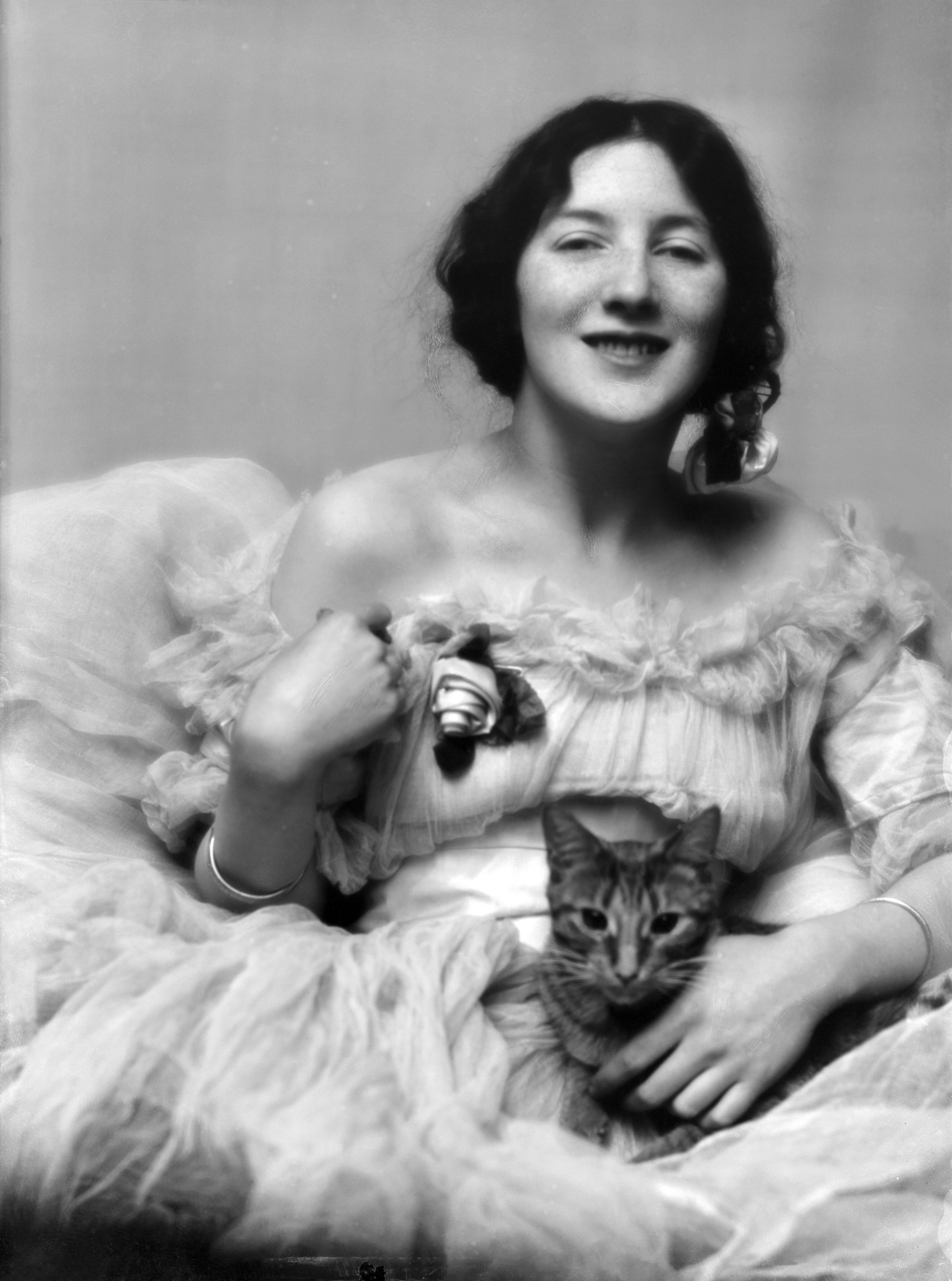
写真家アーノルド・ジェンスの愛猫ブザーと（1915年）

1906年、15歳の時に写真家のラルフ・ドレイパーの目に留まり、彼の友人の彫刻家イジドール・コンティに紹介された。コンティは彼女にモデルになるよう説得し、その後10年間にわたってマンソンはニューヨークの多数の彫刻家・画家たちにとって極上のモデルとなった。1913年のザ・サンによれば「100人以上の芸術家が、ミス・マンハッタンの称号を誰かに冠するとすれば、それはこの若い女性にこそ相応しいと認めている。」1915年には、同年のサンフランシスコ万国博覧会（パナマ–パシフィック万国博覧会）のためにアレクサンダー・スターリング・カルダーが起用するほどモデルとしての地位が確固たるものになっていた。彼女は博覧会のために作成された彫刻のうち5分の3のモデルを務め、「パナマ–パシフィック・ガール」として名声を得た。
彼女の名声は発展途上にあった映画界への転身を促し、4本のサイレント映画に主演した。初出演の彫刻家のモデルを描いた『Inspiration』で、アメリカ映画において全裸で登場した初の女性となった。検閲官はこの映画を禁止するとルネッサンス美術をも禁止しなければならなくなることを恐れ、見送った。映画に対する批評家の評価は分かれたが、興行的には成功を収めた。現存するマンソンの映画は『Purity』1本のみである。
マンソンは1919年にニューヨークに戻り、ウォルター・ウィルキンズ博士所有の下宿で母親と一緒に暮らした。ウィルキンズはマンソンと恋に落ち、彼女と結婚するために妻のジュリアを殺害した。殺害の前にマンソン母娘はニューヨークを発ったが、警察は尋問のために母娘の行方を追った。全国規模の捜索の後、2人はようやくカナダのトロントで尋問を受け、ウィルキンズ夫人の要請により下宿を去ったのだと証言した。警察は納得したが、事件のスキャンダルによりマンソンのモデル、女優としての経歴は事実上ここで終わりを告げた。ウィルキンズは裁判にかけられ、有罪として電気椅子送りを宣告された。彼は刑が確定する前に、刑務所内の独房で自ら首を吊った。
1920年には、どこにも働き口が無いまま台所用品の訪問販売をする母親に支えられ、ニューヨーク州のシラキュースに住んでいた。1921年2月、ペリー・プレイズ社は映画『Heedless Moths』出演のため、27,500ドルでマンソンと契約を結んだ。この映画は何十もの新聞記事と、彼女がハーストの日曜誌に寄稿した短編やその他の記事に基づいて、彼女自身の半生を描いたものである。自らの体験談を語った20編の連載記事で、読者に向けて自身の未来を想像するよう要望している。
芸術家のモデルになるという事はどう言うことでしょうか? 読者の皆様の多くは、裸身が彼女の慎み深さと純粋さを損なうよりもむしろ強調している美しい彫刻や印象的な絵画の前に立ったら、「彼女は今どこに、とても美しかったこのモデルは?」と問いかけるのではないでしょうか。
1922年5月27日、マンソンは塩化第二水銀の溶液を飲んで自殺を図った。
1931年、裁判官は治療のため精神障害者施設に入るようマンソンに命じた。彼女はオグデンズバーグにある精神障害者のためのセント・ローレンス州立病院で、104歳で亡くなるまでの65年間を過ごした。1996年2月20日に死去。
表舞台から姿を消した数十年後、P・G・ウッドハウス、ガイ・ボルトンが書いた彼女の伝記を主題とするブロードウェイミュージカル『Bring on the Girls!』で再び脚光を浴びた。しかし、その伝記はウッドハウスの伝記作者によると、事実よりフィクション要素を多く含んでいる。

## 彫像
PPIE = サンフランシスコ万国博覧会 (Panama–Pacific International Exposition)
ハーバート・アダムス
- 「Priestess of Culture」（1914年）、PPIE、ファイン・アート・ミュージアム・オブ・サンフランシスコ所蔵

ロバート・インガーソル・エイトケン
- 「Earth」（1915年）、PPIE、コート・オブ・ザ・ユニバース
- サンフランシスコ万国博覧会メダル
- グリーンハット、及びジョン・W・ゲイツ霊廟（ウッドローン墓地）の扉の彫刻

カール・ビター
- 「Pomona or Abundance」（1915年）、グランド・アーミー・プラザ、ピューリツァー記念噴水
- 「Venus de Milo」（Venus with arms）、ウィルヘルミナ女王のために

アレクサンダー・スターリング・カルダー
- 「Star Maiden」（1915年）、PPIE、コート・オブ・ザ・ユニヴァース→カリフォルニア州・オークランド博物館
- 「Eastern Hemisphere」（1915年）、PPIE、ファウンテン・オブ・エナジー

ダニエル・チェスター・フレンチ
- 「Melvin Brothers Memorial」（1908年）、スリーピー・ホロー・セメタリー（マサチューセッツ州コンコード
- 「Commerce」、「Jurisprudence」（1910年）、フェデラル・ビルディング（オハイオ州クリーブランド
- 「Genius of Creation」、「Eve」（1915年）、PPIE、石膏、フレンチ記念館（Chesterwood）（ マサチューセッツ州ストックブリッジ）
- 「Brooklyn」、「Manhattan」、ブルックリン美術館（ニューヨーク）
- 「Memory」、メトロポリタン美術館（ニューヨーク）
- 「Mourning Victory」、メトロポリタン美術館（ニューヨーク）
- 「Spirit of Life」（1914年）、インディアナポリス美術館（インディアナ州インディアナポリス）、ニューアーク博物館（ニュージャージー州ニューアーク
- 「Evangeline」、「Longfellow Memorial」（1912年）、ロングフェロー・パーク（マサチューセッツ州ケンブリッジ (マサチューセッツ州)ケンブリッジ
- 「Spencer Trask Memorial」（1915年）、コングレス・パーク（ニューヨーク州サラトガ・スプリングズ）
- 「Wisconsin」（1912年）、ウィスコンシン州会議事堂ドーム頂上の人物像

シェリー・エドマンドソン・フライ
- 「Torch Bearer」（1915年）、PPIE
- 「Muse and Pan」（1915年）、PPIE
- 「Maidenhood」、メトロポリタン美術館（ニューヨーク）
- 「pediment」（1913年）フリック・コレクション（ニューヨーク）

アルベルト・イェーガーズ
- 「Rain」（1915年）、PPIE
- 「Harvest」（1915年）、PPIE

カール・オーガスタス・ヒーバー
- 小劇場銘板の人物像、現ヘレン・ヘイズ・シアター
- 「Spirit of Commerce」、マンハッタン橋（ニューヨーク）

イジドール・コンティ
- 「Mother and Child」、個人蔵
- 「Three Muses」、ハドソン・リバー博物館
- 「Three Grace」、ホテル・アスターのロビー（ニューヨーク）
- 「Pomona」
- 「Column of Progress」の人物像（1915年）、PPIE
- 「Widowhood」
- 「Genius of Immortality」（1911年）、ハドソン・リバー博物館

イヴリン・ベアトリス・ロングマン
- 「Fountain of Ceres」（1915年）、PPIE、コート・オブ・フォーシーズンズ
- 「Consecration」（1915年）、PPIE、ワズワース・アシニアム美術館（コネチカット州ハートフォード）

ヘンリー・オーガスタス・ルークマン
- アイダ & イジドー・ストラウス夫妻記念碑、ストラウス・パーク（マンハッタン）

フレデリック・ウィリアム・マクマニーズ
- 壁龕の像、ニューヨーク公共図書館

アレン・ニューマン
- 「Music of the Waters Fountain」、リバーサイド・ドライブ（ニューヨーク）

アッティリオ・ピシリッリ
- 「Alone」（1915年）、PPIE
- USSメイン国立記念碑、上部と下部の像、セントラル・パーク（ニューヨーク）
- 「Duty and Sacrifice」（1913年）、ファイアーメンズ・メモリアル（ニューヨーク）

フリオ・ピシリッリ
- 「Fountain of Spring」（1915年）、PPIE

フレデリック・ラックスタル
- 「South Carolina Women’s Monument」（1911年）、サウスカロライナ州コロンビア

アドルフ・アレクサンドル・ワインマン
- 「Descending Night」、PPIE、ファウンテン・オブ・セッティング・サン及び様々な博物館
- 「Civic Fame」マンハッタン・ミュニシパル・ビルディング頂上の像
- ウォーキング・リバティ・ハーフダラー銀貨、（マーキュリー・ダイムも可能性あり）（ともに1916年）
- 「Day and Night」（1906年）、ペンシルベニア駅（ニューヨーク）

アルベルト・ヴェンツェル
- 「Madam Butterfly」

ガートルード・ヴァンダービルト・ホイットニー
- 「The Fountain of El Dorado」（1915年）、PPIE

## フィルモグラフィ

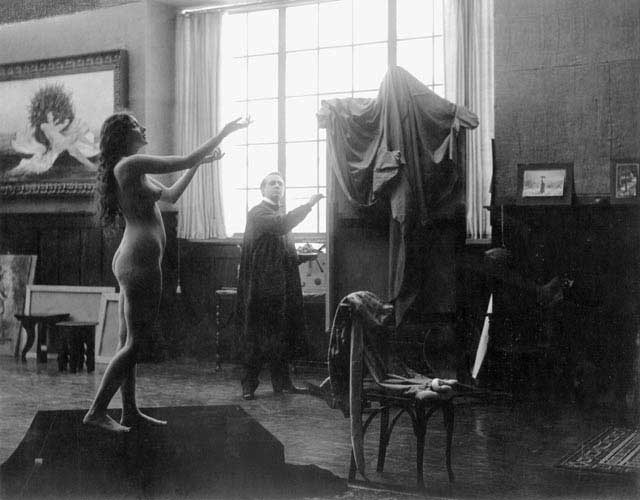
『Inspiration』（1915年）、トーマス・A・カランと

フランスで『Purity』（1916年）のコピーが復元されるまでは、マンソン主演の4本の映画は全て紛失したと考えられていた。
| 年   | タイトル           | 役名            | 備考                                               |
| ---- | ------------------ | --------------- | -------------------------------------------------- |
| 1915 | Inspiration        | The Model       | 1918年『The Perfect Model』のタイトルで再公開      |
| 1916 | Purity             | Purity / Virtue | [ 13 ]                                             |
| 1916 | The Girl o' Dreams | Norma Hansen    | [ 13 ]                                             |
| 1921 | Heedless Moths     | Audrey Munson   | ハーストの日曜誌に寄稿した短編やその他の記事に基く |